# Поль-Еміль Жансон
Поль-Еміль Жансон (30 травня 1872 , Брюссель  — 3 березня 1944 , Бухенвальд, Тюрингія ) — бельгійський ліберальний політичний діяч.
Народився у Брюсселі, був сином ліберального політика Поля Жансона (помер 1913). Вивчав право у Вільному університеті Брюсселя, мав юридичну практику. 1910 року Жансона було обрано до Палати представників від Ліберальної партії. Обіймав різні міністерські посади: міністра оборони, юстиції та закордонних справ.
Очолював уряд країни з 1937 до 1938 року. На початку Другої світової війни Жансон обіймав посаду міністра закордонних справ в уряді Юбера П'єрло. У 1943 році німецькі окупаційні війська переправили Жансона до Бухенвальда, де він і помер 1944 року.
Марі Жансон, перша жінка, яку було обрано до Палати представників 1921 року, мати Поля-Анрі Спаака, була сестрою Поля-Еміля Жансона.